# Фёдоровка (Мечебиловский сельский совет)
Федоровка (укр. Федорівка), село, 
Мечебиловский сельский совет,
Барвенковский район,
Харьковская область.
Код КОАТУУ — 6320484004. Население по переписи 2001 г. составляет 85 (37/48 м/ж) человек.

## Географическое положение
Село Федоровка находится на левом берегу реки Бритай в том месте где её русло используется для канала Днепр-Донбасс, на противоположном берегу находится село Мечебилово, есть мост.
Рядом проходит автомобильная дорога Т-2109.

## Экономика
В селе есть молочно-товарная ферма.